# 中川正左

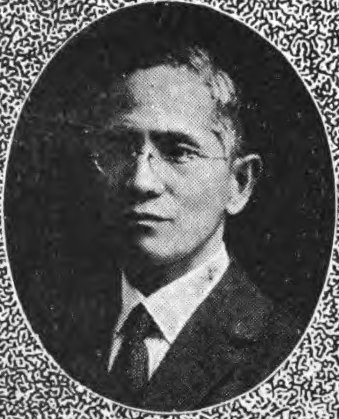
中川正左

中川 正左（なかがわ しょうざ、1881年（明治14年）10月3日 – 1964年（昭和39年）1月19日）は、日本の鉄道官僚。実業家。教育者。

## 経歴
奈良県吉野郡十津川村出身。1905年（明治38年）、東京帝国大学法科大学独法科を卒業。逓信省鉄道局に入り、逓信書記官、鉄道院参事、同理事、中部鉄道管理局運輸課長、逓信大臣秘書官、鉄道院総裁秘書、鉄道省運輸局長、鉄道次官を歴任した。
退官後は、東京地下鉄道副社長、日満亜麻紡織株式会社取締役、玉川電鉄取締役、池上電気鉄道取締役、目黒蒲田電鉄取締役、東京横浜電鉄取締役、東武鉄道取締役、理研重工業取締役、鉄道同志会理事・副会長・会長、ジャパンツーリストビューロー常務理事、帝国自動車協会副会長、日本交通協会常務理事・会長、日満実業協会監事・常務理事、東亜経済懇談会常務理事、東京商工会議所交通部長、鉄道軌道統制会会長、東京帝国大学経済学部講師、拓殖大学講師、昭和高等鉄道学校校長、豊島商業学校校長、東京交通短期大学学長など多くの公職に就いた。

## 栄典
- 1920年（大正9年）11月1日 - 勲三等旭日中綬章[6]

## 著書
- 『鐵道論』（巌松堂書店、1921年）
- 『帝國鐵道政策論』（鐵道研究社、1928年）
- 『アメリカの産業合理化』（天人社、1930年）
- 『最近鐵道論』（日本交通學會、1937年）

## 親族
- 中村雄次郎 - 妻の父[1]。陸軍中将、男爵、貴族院議員、南満州鉄道総裁、宮内大臣、枢密顧問官。
- 中川良一 - 長男[4]。航空技術者、自動車技術者。